# PQ (konvooi)

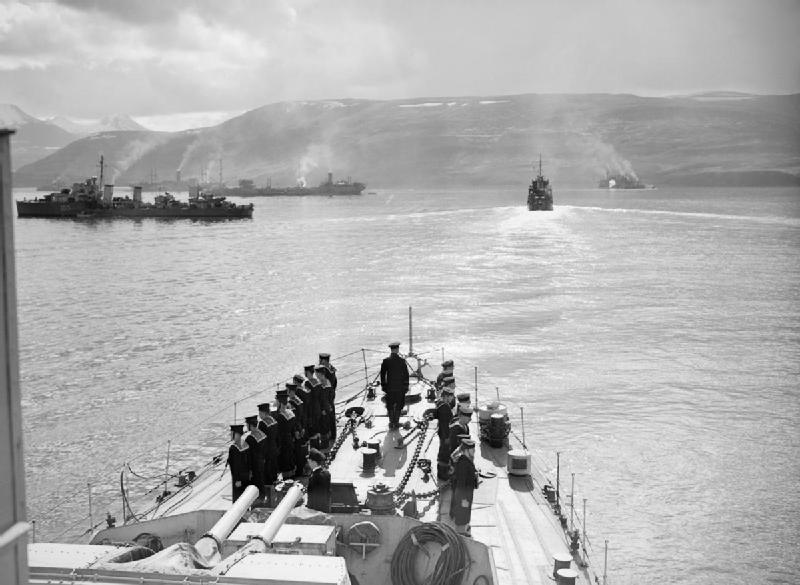
Konvooi PQ-17 bij Hvalfjord

De PQ-konvooien waren gegroepeerde vrachtschepen van de geallieerden tijdens de Tweede Wereldoorlog die onder militaire begeleiding vertrokken vanuit IJsland in de oostelijke richting naar de Sovjet-Unie. Er namen ook Nederlandse schepen aan deel.

## Achtergrond

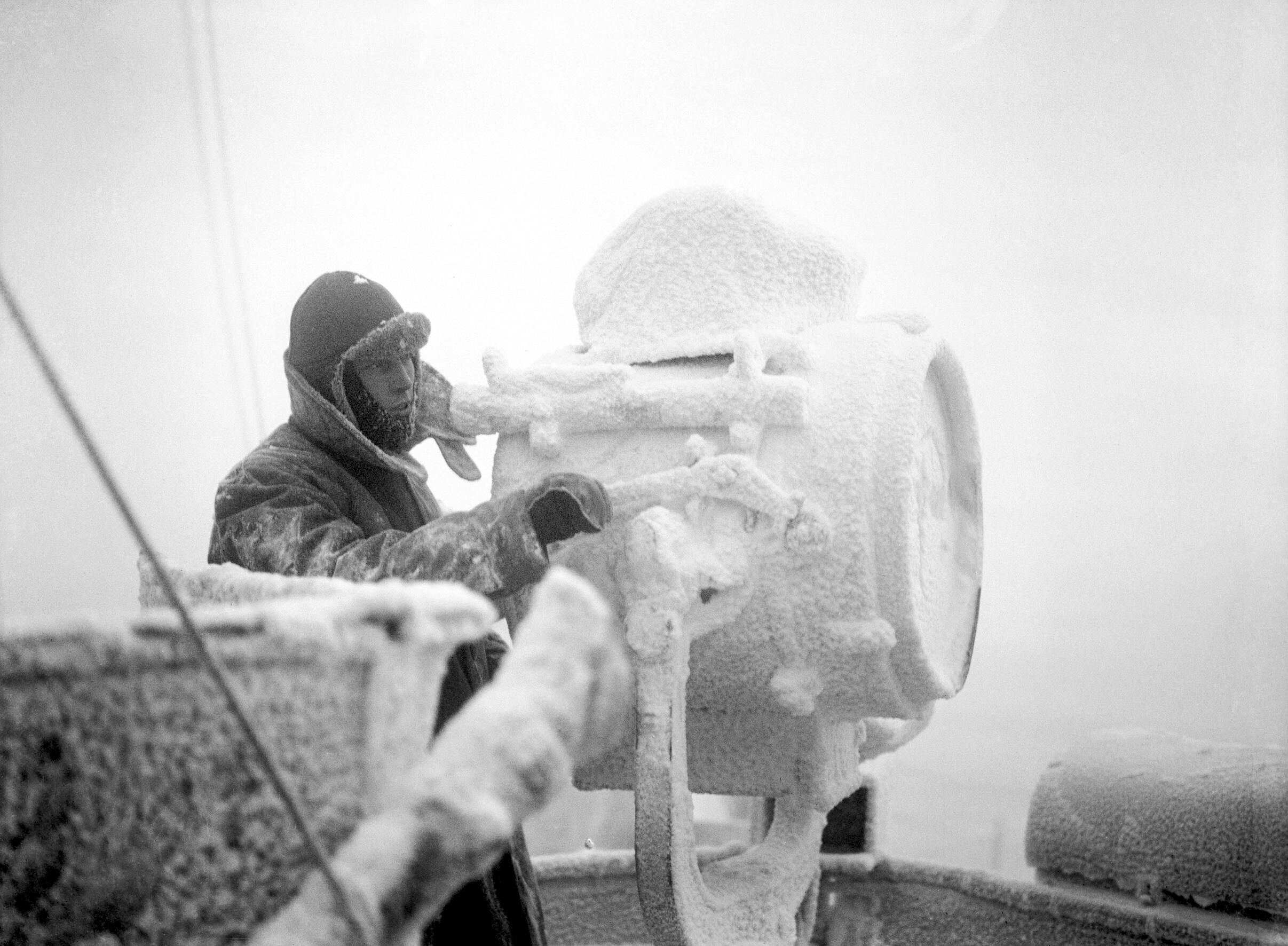
IJs op HMS Sheffield

De PQ-konvooien werden door de Britten en Amerikanen georganiseerd tussen oktober 1941 en september 1942 om de Sovjet-Unie te voorzien van tanks, vliegtuigen en wapens opdat het Rode Leger deze kon inzetten tegen de Duitsers die met operatie Barbarossa een sterke opmars maakten in Rusland. De vrachtschepen kwamen uit de Verenigde Staten en het Verenigd Koninkrijk en verzamelden zich nabij IJsland om onder begeleiding van Amerikaanse of Britse oorlogsschepen de Arctische vaarroute te volgen naar Noord-Rusland. De eindbestemming van de PQ-konvooien waren de havens Moermansk of Archangelsk. De letters PQ zijn ontleend aan de initialen van Peter Quennel Russell, een officier van de Britse Admiraliteit die deze konvooien organiseerde.

## Lijst van PQ-konvooien
Na het proef konvooi (genaamd operation Dervish) startte de PQ konvooien.
| Konvooi | Vertrek                                                    | Aantal schepen | Aankomst |
| ------- | ---------------------------------------------------------- | -------------- | --- |
| PQ 1    | 29-09-1941 Hvalfjörður                                     | 10             | 11-10-1941 Archangelsk |
| PQ 2    | 17-10-1941 Scapa Flow                                      | 6              | 30-10-1941 Archangelsk |
| PQ 3    | 09-11-1941 Hvalfjörður                                     | 8              | 22-11-1941 Archangelsk |
| PQ 4    | 17-11-1941 Hvalfjörður                                     | 8              | 28-11-1941 Archangelsk |
| PQ 5    | 27-11-1941 Hvalfjörður                                     | 7              | 13-12-1941 Archangelsk |
| PQ 6    | 8-12-1941 Hvalfjörður                                      | 7              | 20-12-1941 Moermansk |
| PQ 7a   | 26-12-1941 Hvalfjörður                                     | 2              | 12-01-1942 Moermansk |
| PQ 7b   | 31-12-1941 Hvalfjörður                                     | 9              | 11-01-1942 Moermansk |
| PQ 8    | 08-01-1942 Hvalfjörður                                     | 7              | 17-01-1942 Moermansk |
| PQ 9/10 | 01-02-1942 Reykjavik                                       | 10             | 10-02-1942 Moermansk |
| PQ 11   | 06-02-1942 Loch Ewe, 14-02-1942 Kirkwall                   | 13             | 22-02-1942 Moermansk |
| PQ 12   | 01-03-1942 vertrokken vanaf Reykjavik, startte in Loch Ewe | 16             | 12-03-1942 Moermansk |
| PQ 13   | 10-03-1942 Loch Ewe en 20-03-1942 vanaf Reykjavik          | 19             | 31-03-1942 Moermansk |
| PQ 14   | 26-03-1942 Oban en 08-04-1942 vanaf Reykjavik              | 25             | 19-04-1942 Moermansk |
| PQ 15   | 10-04-1942 Oban en 26-04-1942 vanaf Reykjavik              | 25             | 05-05-1942 Moermansk |
| PQ 16   | 21-05-1942 Reykjavik                                       | 35             | 30-05-1942 Moermansk, 6 schepen naar Archangelsk en arriveerde daar op 01-06-1942                                           |
| PQ 17   | 27-06-1942 Reykjavik                                       | 36             | 04-07-1942 Escorte weggevlucht, konvooi verspreid, 11 van de 33 schepen arriveerden in Archangelsk tussen 9 en 28 juli 1942 |
| PQ 18   | 02-09-1942 Loch Ewe, 08-09-1942 Hvalfjörður                | 40             | 17-09-1942 Archangelsk, begeleid met vliegdekschip                                                                          |

Na de PQ konvooien probeerde men de schepen alleen naar Rusland te laten varen. Tussen 29 oktober 1942 en 2 november 1942 zijn er 13 schepen met een interval van 12 uur vertrokken (operation FB).
Vanaf Rusland vertrokken er 23 schepen in de periode 29 oktober 1942 en 24 januari 1943.
Vanaf 15 december 1942 werden de konvooi nummers voorafgegaan door de letter JW (naar Rusland) en RA voor de terugkerende konvooien vanuit Rusland.